# スナイパーI
スナイパーⅠは、1990年2月にSANKYOが発売した、スナイパーをモチーフにしたパチンコ機。

## 概要
貯留型の羽根モノタイプ。中央役物内部は上下段に分かれており、通常時玉が進入すると、左右奥のどちらかの通路か真ん中の通路に振り分けられて下段に到達する。上段中央はわずかに盛り上がっているため、大抵は左右どちらかに振り分けられ、下段に到達し玉はそのままハズレ穴に向かうようになっている。

## スペック
- スナイパーⅠ
  - 賞球数 ALL13
  - 大当たり最高継続 8R
  - 最大貯留 4個(3カウント)

## 演出
大当たり時は上段奥の左右の通路の手前に銀の棒が出現し、ストッパーとしての役割を果たす。最大４個貯留され、羽根開閉16回後か3カウントで貯留解除される。貯留解除時、下段の中央部分が少し下降し、玉をVゾーンへ誘導するため大当たりラウンドが継続しやすい。